# Trachoma
A trachoma, vagy más néven szemcsés kötőhártya-gyulladás, egyiptomi szemgyulladás, vagy vakságot okozó trachoma a Chlamydia trachomatis baktérium által okozott fertőző betegség. A fertőzés következtében a szemhéj belső felülete durva tapintásúvá válik. Az eldurvulás következménye lehet a szemben fellépő fájdalom, a szemek külső felszíne vagy a szaruhártya lebomlása, illetve súlyos esetben akár vakság is.

## Előfordulása
A kevésbé fejlett országokra jellemző, az iparosodott helyeken ritka. A trópusokon a hiányzó higiénia miatt a leggyakoribb szembetegség. 
A világon mintegy 80 millió ember él aktív fertőzéssel. Egyes területeken a fertőzés a gyermekek akár 60–90%-ában is jelen lehet, és a felnőtteknél gyakoribb a nők körében mint a férfiaknál, mivel ők érintkeznek inkább közvetlenül gyermekekkel. A betegség eddig 2,2 millió embernél okozott csökkent látóképességet, ebből 1,2 millió betegnél teljes vakságot. Gyakran előfordul 53 országban – Afrikában, Ázsiában, Közép- és Dél-Amerikában – és mintegy 230 millió embert veszélyeztet. A betegség 8 milliárd dollár gazdasági veszteséget idéz elő évente. A jelenlegi besorolás szerint a mellőzött trópusi betegségek csoportjába tartozik.

## Kiváltó ok
Kórokozója a Chlamydia trachomatis baktérium, aminek szerotípusai A, B és C. Terjedhet a fertőzött személy szemével, orrával vagy szájával történő közvetlen vagy közvetett érintkezés útján. A közvetett érintkezés egyik módja a fertőzött személy szemével vagy orrával érintkezett ruházat vagy légy megérintése. Több év alatt történő többszörös fertőződés után alakul csak ki olyan súlyos hegesedés a szemhéjon, hogy a szempillák a szemet kezdik dörzsölni. A betegséget gyakrabban terjesztik gyermekek, mint felnőttek. Elégtelen higiénés állapotok, túlzsúfolt lakókörülmények, valamint elégtelen mennyiségű tiszta víz és vécé ugyancsak fokozzák a betegség terjedését.

## Tünetei
A legtöbb beteg először gyermekként fertőződik meg. A betegség lefolyása négy szakaszra osztható. A lappangás ideje öt-tizenkét nap. Az első szakasz kötőhártya-gyulladással, idegentest érzéssel, könnyezéssel és szérumos váladékozással jár.
A második szakaszban a kötőhártyán véredények által nem beszőtt, fehéres sárga kevéssé kiemelkedő nyirokcsomók jönnek létre. Ezzel a felső szemhéj felszíne megkeményedik, amiből az elnevezés származik. Így a felső szemhéj megduzzad, elnehezedik, és lecsüng. Az elhalt véredények pótlására a szaruhártya felső részén erek nőnek.
A harmadik szakaszban a nyirokcsomók összeolvadnak és kipukkadnak. Helyükön heg képződik. A negyedik szakaszban összehúzódnak, a felső szemhéj szegélye befelé fordul. Ettől kezdve minden pislogáskor és minden szemmozgáskor a befelé forduló szempillák irritálják a szaruhártyát, amitől sebhelyek képződnek. A sebhelyek elfertőződnek, és hegesen gyógyulnak. Minél többen vannak, annál erősebben akadályozzák a látást. Kezelés nélkül a beteg megvakul. Erre azonban évek és többszöri fertőzés kellenek. 

## Felismerése és kezelése
A trachoma tünetei alapján felismerhető. Korai szakaszban el kell különíteni a kötőhártya-gyulladás más fajtáitól.
A betegség megelőzésére tett erőfeszítések közé tartozik többek között a tiszta vízhez való hozzáférés javítása és a fertőzött egyének kezelése antibiotikumokkal. Az antibiotikumok alkalmazhatók helyileg is. Ahol ismert a betegség gyakori előfordulása, ott csoportos kezelés is alkalmazható. Csak a sejten belül ható antibiotikumok jöhetnek szóba, például markolidok vagy tetraciklinek. Jelenleg a  szulfamethoxazol az első választás. A lehetséges kezelési módok közé tartozik az azithromycin szájon át alkalmazva, vagy a helyi kezelésre használt tetracycline. Az azithromycint előnyben részesítik, mivel egyszeri, szájon át adott dózisban alkalmazható. A szemhéj hegesedése után szükség lehet sebészeti beavatkozásra a szempillák pozíciójának korrigálására és a vakság megelőzésére. Korai szakaszban a prognózis jó.

## Megelőzése
A mosakodás önmagában nem elegendő a betegség megelőzésére, de más módszerekkel kombinálva hasznos lehet. A higiénia és a szocioökonómiai helyzet javulása a megfelelő mennyiségű tiszta vízzel visszaszorítja a betegséget.

## Globális program a trachoma ellen
A megelőzés és a kezelés a WHO Global Programme for the Elimination of Trachoma programjának  SAFE-stratégiájának része:
- S = Surgery, műtét ami visszafordítja a szempillákat
- A = Antibiotikumok
- F = Facial Cleanliness, az arc tisztán tartása
- E = Environmental Improvement, a higiéné és a vízminőség javítása

## Fordítás
- Ez a szócikk részben vagy egészben  a   Trachom című német Wikipédia-szócikk fordításán alapul.  Az eredeti cikk szerkesztőit annak laptörténete sorolja fel. Ez a jelzés csupán a megfogalmazás eredetét és a szerzői jogokat jelzi, nem szolgál a cikkben szereplő információk forrásmegjelöléseként.